# إيرغو بروكسي
إيرغو بروكسي(باليابانية: エルゴプラクシー) هو مسلسل أنمي عُرض في اليابان في 25 فبراير 2006 وحتى 12 أغسطس، 2006 على قناة وائووائو. المسلسل من إنتاج مانغلوب ومن إخراج شوكو موراسي ومن كتابة داي ساتو. صُنف Ergo Proxy كمسلسل خيال علمي غامض مبني على اسس فلسفية.

## القصة

### الحبكة
بعد كارثة بيئية اضطر المتبقيين من البشر أن يعيشوا في مدن معزولة. تبدأ القصة في أحد تلك المدن وتدعي مدينة رومدو حيث يعيش بها البشر بمساعدة الاوتوريفز وهم آليين، وسكانها مسيطر عليهم بحيث ينفذ المواطنين جميع القوانين وأوامر الحكومة. تحدث سلسلة جرائم في المدينة لتخترق القوانين وتهدد التوازن الاجتماعي، تقوم بالتحقيق بها فتاة تدعي ري ال ماير، وهي حفيدة حاكم المدينة، مع مساعد آلي لها يدعي ايجي. تلتقي بمهاجر أتي للمدينة يسعي ليكون مواطناً صالحاً بها يدعي فينسينت لو، وقد تم إسناده مهمة التخلص من الاوتوريفز
المصابين بفايروس كوجيتو بسبب سيطرة الفايروس عليهم مما جعلهم يتصرفون بعيداً عن أوامر الحكومة، تلاحظ ري ال ماير إحدى الليالي رسالة غامضة وتتم مهاجماتها بالليلة نفسها من قِبل وحشٍ غامض.
تعلم فيما بعد بسر البروكسي (الوحش الذي هاجمها) وقد أخفي الجميع عنها هذا. يقوم فينسينت لو بالهرب من مدينة رومدو بعد أن لاحقه البروكسي ثم دائرة الأمن بسبب اتهامه بالخيانة، ويذهب إلي قرية قريبة من مدينة رومدو برفقة اوتوريف مصاب بالفايروس على شكل طفلة تدعي بينو ويجدان هناك بشر كانوا يعيشون بمدينة رومدو من قبل، لكن تم هاجر البعض إلى القرية بسبب الظروف في المدينة وتم نفي البعض الآخر.
تلاحق فينسينت لو دوريات الأمن التي تحلق في سماء القرية كل فترة لإستطلاع أحوالها فتكتشف أنه هناك وتطارده، فيضطر للهروب بعيداً هو ومن معه. يموت بعض من معه بسبب القتال الذي حدث عندما كانوا يحاولون الهرب ويموت البعض الآخر بسبب مشقة الرحلة، ليعود فينسينت لو وحيداً كما كان ولا يتبقي معه سوي بينو.
ملاحقة دائرة الأمن لـفينسينت لو وظهور البروكسي بظهوره كل هذا دفع ري ال ماير بالاعتقاد بأن فينسينت لو يعلم بسر البروكسي، فتلاحقه وترافقه في رحلته لاسترجاع ذاكرته ومعرفة سر البروكسي، لتكتشف أن فينسينت لو هو نفسه البروكسي الذي هاجمها، وتعلم أيضاً أن هناك الكثير من البروكسي في العالم، ترافقه برحلته إلي موطنه للبحث عن ماضيه ويحدث الكثير أثناء الرحلة وبعدها.

### الشخصيات

#### الشخصيات الرئيسية
- ري ال ماير: فتاة ذات شخصية جادة، تبلغ من العمر تسعة عشر عاماً، وهي حفيدة حاكم مدينة رومدو لذلك تنال احترام وتقدير جميع من بالمدينة. تتولي التحقيق في سلسلة جرائم القتل الغامضة التي حدثت بالمدينة بمساعدة الاوتوريف ايجي إلي أن تعلم بسر البروكسي بعد أن هاجمها فتقرر الذهاب بعيداً عن المدينة في رحلة لاكتشاف سر البروكسي ومعرفة الحقيقة. تتميز بشعرها الأسود وزيها والظلال الزرقاء حول عينيها.
- فينسينت لو: هو أحد المهاجرين الذين أتوا إلي المدينة للتحقيق بأمر الاوتوريفز المصابين بالفايروس والتخلص منهم. يسعي لأن يكون مواطناً صالحاً ذو شأن لكن يفشل بهذا. يجدونه بجانب شقة ري ال ماير عندما تمت مهاجمتها من قبل البروكسي، ويتم اتهامه بالخيانة فيهرب بعد أن تلاحقه دائرة الأمن. أينما يتواجد هو يظهر البروكسي ويكون هناك قتل لذلك يشعر بالذنب والوحدة لأن عليه البقاء وحيداً حتي لا يتسبب بإراقة الدماء، فقد ذاكرته في موطنه الذي أتي منه، وتلحقه ري ال ماير لتعلم أنه هو نفسه البروكسي الذي هاجمها وأنه لم يدرك بأنه البروكسي طوال هذه الفترة.

يحب ري ال ماير لكنه يشعر بأن هذا خطأ لأنه بروكسي. دائم القلق بسبب ماضيه وما علمه عن نفسه. ترافقه ري ال ماير برحلته إلي موطنه للبحث عن ماضيه واكتشاف سر البروكسي. عيناه مغلقتان ببداية الحلقات لكنها خضراء فيما بعد.
- بينو: هي اوتوريف مصاب بفايروس الكوجيتو، وهي على شكل طفلة صغيرة، كانت ابنة لراؤل كريد قائد دائرة الأمن وزوجته، لكن تم قتل والدتها هي وصغيرها على يد البروكسي. ترافق فينسينت لو طوال رحلته ابتداءً من هربه من مدينة رومودو إلي النهاية، تحبه كثيراً وتساعده. وهي مخلصة له. على الرغم من أنها اوتوريف لكنها استطاعت أن تحمل مشاعر كالحزن والوحدة. هادئة مع الغرباء بسبب خوفها من التعامل معهم.

#### الشخصيات الثانوية
- إجي: هو اوتوريف مساعد لري ال ماير. مخلص لها ويساعدها ويحاول حمايتها دائماً بقدر ما يستطيع. تمت السيطرة عليه من قبل الحاكم جد ري ال ماير ليقوم بمراقبتها من خلاله لذلك كانت تقلق ري ال ماير منه بالبداية إلي أن تم إعادة برمجته ليكون بعيداً عن سيطرة جدها. تنتقل إليه العدوة ويصاب بفايروس الكوجيتو أثناء محاولته لإنقاذ ري ال ماير من اوتوريفز مصابين بالفايروس حاولوا قتلها لكنه ظل يحميها وينفذ أوامرها. لكنها لا تعلم هذا إلا بعد وقت لذلك يشعر بالألم لأنها لم تشعر به ولأنها تسئ معاملته رغم طاعته لأوامرها. يلوم فينسينت لو لأنه أخذ ري ال ماير منه. يحب ويكره بالوقت نفسه ري ال ماير. يصاب في تفجير استهدف قتل ري ال ماير لكنه قام بحمايتها، ولا يتبقي سوي رأسه، فتقوم ري ال ماير بتحطيمه حتي لا يعاني أكثر وتقوم بدفنه.
- راؤل كريد: هو قائد دائرة الأمن ووالد بينو. يتم قتل زوجته وطفلته الحقيقية علي يد البروكسي أمام عينيه. يأمر بالقبض علي فينسينت لو ويلاحقته ويرغب بقتله.هو ذكي وهادئ ويجيد تصويب السلاح وقد قام بالكثير من الخدمات بمنصبه ويعتبرونه مواطناً صالحاً إلي أن تمرد علي القوانين وقال أنهم هكذا سجناء بالمدينة ولا بأس بالخروج للعالم الخارجي، فيطاردونه لقتله لكن يتم إعطاؤه فرصة أخرى ليروا ماذا يستطيع تقديمه لمدينة رومدو. تتم إصابته علي يد ري ال ماير المطابقة لري ال ماير الأصلية محاولة حماية ديداليس بعد أن كاد يقتله، وقد صنعها ديداليس لتحل محل ري ال ماير الأصلية بغيابها بعد أن ذهبت مع فينسينت. فيذهب ويبحث عن بينو، الشخص الوحيد الذي يحبه وما زال علي قيد الحياة، فيموت بسبب جراحه أثناء بحثه بعد أن يلقي عليها النظرة الأخيرة.
- كريستيفا: هي مساعدة راؤل وهي مخلصة له وتقوم دائماً بإطاعة أوامره، ظلت تساعده إلي أن مات، ويأمرها قبل موته بالاعتناء ببينو، فتقوم بإطاعته ووتنفيذ مهمتها بالاعتناء ببينو التي أمرها بها سيدها قبل موته.
- دايدالوس يمينو: هو طبيب بارع وعبقري بمدينة رومدو، يلقب بالأمير وهو الأكثر وسامة بالمدينة، يساعد ري ال ماير في التوصل لحقيقة البروكسي. يموت بالنهاية بعد أن تم تدمير مدينة رومدو
- دونوف ماير: حاكم مدينة رومدو، وهو جد ري ال ماير، وبعد أن صنع البروكسي (فينسينت) مدينة رومودو قام بتعيينه المسؤول والحاكم عليها. يُقتل علي يد فينسينت البروكسي بعد أن يعود.

#### شخصيات أخرى
- هودي: هو رجل يعيش بقرية قريبة من مدينة رومدو. يقوم بمساعدة فينسينت لو عندما يهرب من مدينة رومدو ويجد نفسه بالقرية، ويهرب مع فينيسنت هو ومن معه لكن يموتون جميعاً أثناء الرحلة ولا يتبقي مع فينسينت لو سوي بينو.
- كوين: هي إحدي من كان بالقرية مع هودي ولديهاطفل صغير يدعي تيموثي لكن تقوم الدوريات المسلحة بقتله في أثناء بحثها عن فينسينت، وعندما تهرب مع فينسينت ومن في القرية تموت بسبب إصابتها أثناء القتال الذي نشب بمحاولة القاء القبض عليهم.
- تيموثي: هو ابن كوين وصديق بينو. تقوم الدوريات المسلحة بقتله.
- إيرجو بروكسي: البروكسي الأول وهو فينسينت لو وهو مؤسس مدينة رومدو وقد قام بترك المدينة تحت مسؤولية جد ري ال ليذهب إلي موطنه الأصلي ويكون مع موناد بروكسي التي أحبها.
- موناد بروكسي: هي بروكسي مؤسسة لموطن فينسينت الذي ذهب إليه ليستعيد ذاكرته، يقوم ايرجو بروكسي (فينسينت) بقتلها بعد أن أعطاها ذاكرته ورحل، عندما هاجمت مدينة رومدو موطن فينسينت قاموا بأخذ موناد إلي رومدو، معروفة أيضاً بري ال ماير، وفي نهاية الحلقات تأخذ ايرجو بروكسي (فينسينت) معها وتطلب منه أن ينسي كل شيء، لكنه يودعها ويعود إلي ري ال ماير بمدينة رومدو.
- كازكيس بروكسي: هو مؤسس مدينة أشورا، يحب سينيكس بروكسي، لذلك يقوم بإنقاذ فينسينت لو وهو علي هيئة رجل ويأخذه لبرج أشورا ثم يتحول لبروكسي لينتقم منه ويقتله بعد أن قتل سينيكس، لكن يتم هزيمته.
- سنيكس بروكسي: مؤسسة مدينة هالوس، تظهر بالحلقة الثامنة بمدينة قام فينسينت وبينو بالتوقف عندها أثناء رحلتهم من أجل الاستراحة، وتقوم بقتل الجنود هناك، فيتم اتهام فينسينت بأنه هو من قتل الجنود لأن هذا لم يحدث إلا عندما أتي. تظهر مرة أخرى فيقوم فينسينت بقتلها وهو بروكسي دون أن يدرك أنه قتلها.
- أم سي كيو: هو بروكسي ومقدم برنامج الألعاب الذي كان به فينسينت وقد قام باختباره بالمعلومات العامة.
- بروكسي ون: هو ايرجو بروكسي، وينادي فينسينت بأنه كظله. علمت ري ال أن هناك من خلف فينسينت، مؤسس مدينة رومدو واتضح لها فيما بعد أنه بروكسي ون، يتم قتله في النهاية علي يديّ فينسينت.
- سوان: هي بروكسي غامض ظهرت كطبيبة نفسية لري ال ماير وتقوم بالتدخل بأحلام فينسينت لو.
- ويل بي.جود: هو مصمم كل الشخصيات فوق أرض الابتسامات لكي تجلب الفرح لسكانها، يقوم بالتدخل بحلم لبينو ويحذرها ألا يأتي فينسينت إلي أرض الابتسامات، لأنه هو أيضاً بروكسي. وإن تقابلا سيموت إحداهما بالقتال.

## وصلات خارجية
- Ergo Proxy الموقع الرسمي (باليابانية)
- إيرغو بروكسي على موقع IMDb (الإنجليزية)
- إيرغو بروكسي على موقع ميتاكريتيك (الإنجليزية)
- إيرغو بروكسي على موقع روتن توميتوز (الإنجليزية)
- إيرغو بروكسي على موقع كينوبويسك (الروسية)
- إيرغو بروكسي على موقع قاعدة بيانات الفيلم (الإنجليزية)
- إيرغو بروكسي على موقع ANN anime (الإنجليزية)